# Грайц
Грайц (также старое Грейц; нем. Greiz) — город в Германии, районный центр, расположен в земле Тюрингия.
Входит в состав района Грайц. Население составляет 21 792 человека (на 31 декабря 2010 года). Занимает площадь 53,89 км². Официальный код — 16 0 76 022.
Город подразделяется на 15 городских районов.

## История
28 октября 1989 года в Грайце проходит первая разрешенная демонстрация против режима СЕПГ.

## Известные уроженцы
- Отто Бенндорф (1838—1907) — немецкий и австрийский археолог, основатель Австрийского археологического института.
- Редер, Карл (1854—1922) — немецкий скульптор и литограф.

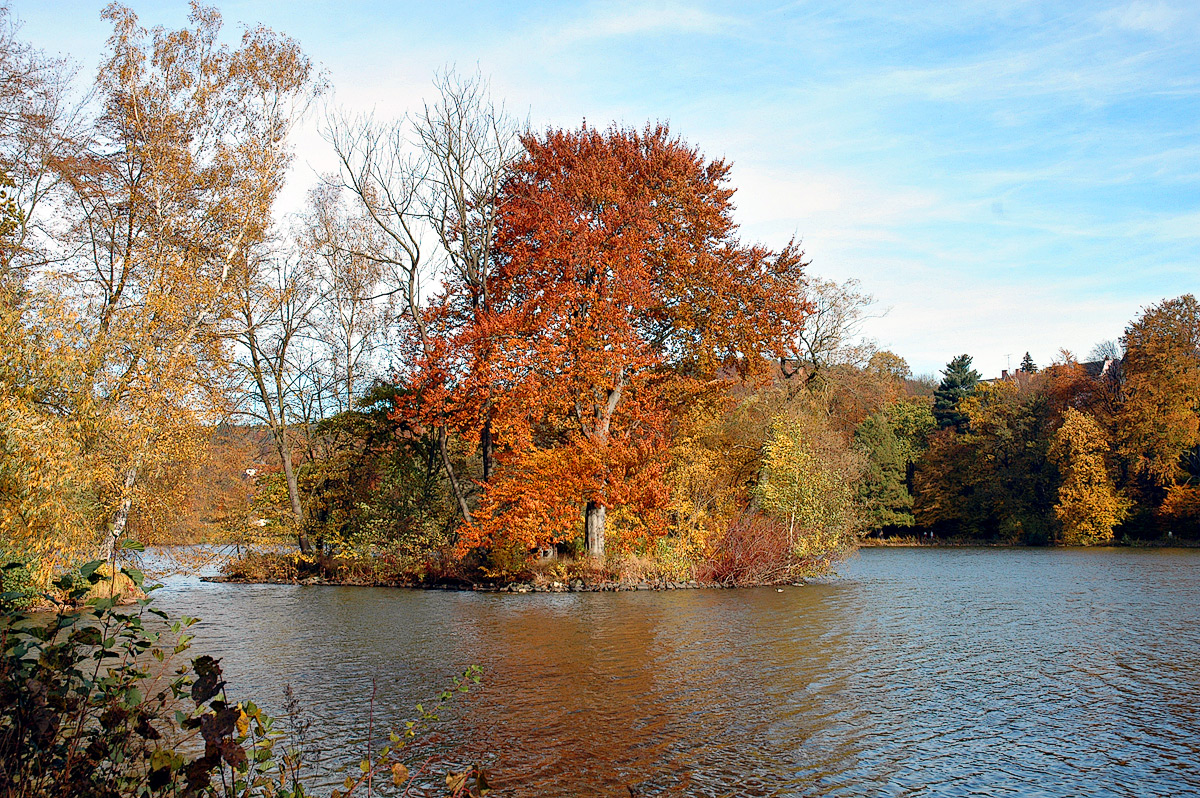
Парк

- Нойперт, Уве (род. 1957) — немецкий борец вольного и греко-римского стилей.
- Эспиг, Лутц — известный шахматист